# Aéroport de Lhassa-Gonggar
Pour les articles homonymes, voir Gonggar.
L'aéroport de Lhassa-Gonggar (chinois : 拉萨贡嘎机场 ; pinyin : lāsà gònggā jīchǎng ; tibétain : ལྷ་ས་གོང་དཀར་གནམ་གྲུ་ཐང་, Wylie : lha sa gong dkar gnam gru thang) (code IATA : LXA • code OACI : ZULS) est un aéroport domestique et international civil desservant la ville de Lhassa (chinois : 拉萨市 ; pinyin : lāsà shì ; tibétain : ལྷ་ས་, Wylie : lha sa), la capitale de la région autonome du Tibet, région autonome chinoise appelée officiellement « Xizang » depuis 2019,.

## Situation
L'aéroport international de Lhassa Gonggar est situé à Jiazhulin, dans le xian de Gonggar, dans la préfecture de Shannan, dans la région autonome du Tibet (République populaire de Chine). 
Il est situé sur la rive sud du fleuve Yarlung Tsangpo (le Brahmapoutre), à environ 45 km au sud de Lhassa, car il n'existe aucun terrain plat près de la ville. 
Il se trouve à plus de 3 500 mètres d'altitude, ce qui en fait l'aéroport civil le plus haut du Tibet.

### Carte des 50 premiers aéroports de Chine
| \| 500 km1:25 016 000 \| Baotou Canton Changchun Changsha Chengdu-CTU Chengdu-TFU Chongqing Dalian Fuzhou Guilin Guiyang Haikou Hailar Hangzhou Harbin Hefei Hohhot Jinan Jinghong Kunming Lanzhou Lhassa Lijiang Nanchang Nankin Nanning Ningbo Pékin · Capitale Pékin · Daxing Qingdao Quanzhou Sanya Shanghaï-Pudong Shanghaï-Hongqiao Shantou-Chaozhou-Jieyang Shenyang Shenzhen Shijiazhuang Taiyuan Tianjin Ürümqi Wenzhou Wuhan Suzhou Xiamen Xi'an Xining Yantai Yinchuan Zhengzhou Zhuhai-Jinwan |
| 500 km1:25 016 000 |

## Historique
Occupant la majeure partie du plateau du Qinghai-Tibet, la région autonome du Tibet a une altitude moyenne de plus de 4 000 mètres. C'était autrefois une « zone interdite aux avions » en raison de la grande difficulté pour ceux-ci d'y atterrir. 
En 1956, le ciel du Tibet s'ouvrit avec la création et la mise en service d'un premier aéroport, celui de Damxung, dans le sud-ouest du xian de Damxung, à une altitude de 4 200 m. Les premiers avions à y atterrir furent des avions de marque russe. Il fallut attendre neuf ans pour qu'un nouvel aéroport civil soit mis en service à Gonggar et que la ligne Pékin-Chengdu-Lhassa soit officiellement ouverte le 1er mars 1965. 
Au fil des ans, Gonggar est devenu la plaque tournante aéroportuaire du plateau tibétain. Depuis sa rénovation en 2004 et l'extension de ses aires de trafic, l'aéroport peut accueillir cinq Airbus A340 ou sept Boeing 757.
Quant à l'ancien aéroport de Damxung, il a été transformé en champ de courses.

## Statistiques
Pour des raisons techniques, il est temporairement impossible d'afficher le graphique qui aurait dû être présenté ici.

Voir la requête brute et les sources sur Wikidata.

## Piste
Sa piste est la plus longue des aéroports du Tibet, mesurant 4 km de longueur et 45 mètres de largeur. Elle peut servir au décollage et à l’atterrissage de tout type d’avion de grandes dimensions.

## Compagnies aériennes et destinations
| Compagnies              | Destinations |
| ----------------------- | --- |
| Air China               | Pékin-Capitale, Chengdu-Shuangliu, Chongqing-Jiangbei, Hongyuan (en), Katmandou-Tribhuvan |
| China Eastern Airlines  | Pékin-Capitale, Changsha, Chengdu-Shuangliu, Diqing Shangri-La (en), Kunming-Changshui, Shanghai-Pudong, Xi'an-Xianyang, Yushu Batang |
| China Southern Airlines | Chongqing-Jiangbei, Canton-Baiyun |
| Sichuan Airlines        | Chengdu-Shuangliu, Chongqing-Jiangbei, Hangzhou-Xiaoshan, Katmandou-Tribhuvan, Kunming-Changshui, Lijiang, Mianyang Nanjiao, Gannan Xiahe (en), Ürümqi-Diwopu, Xi'an-Xianyang, Xining-Caojiabao |
| Tibet Airlines          | Pékin-Capitale, Changsha, Chengdu-Shuangliu, Chongqing-Jiangbei, Dazhou Heshi (en), Diqing Shangri-La (en), Guiyang, Hangzhou-Xiaoshan, Katmandou-Tribhuvan, Kunming-Changshui, Mianyang Nanjiao, Nanchong (en), Nanchang-Changbei, Nankin, Ngari Gunsa, Nyingchi (zh), Qamdo Bamda, Qingdao-Jiaodong, Shanghai-Hongqiao, Shenzhen-Bao'an, Wanzhou-Wuqiao, Xining-Caojiabao, Yibin Wuliangye (en), Yushu Batang |
| West Air                | Chongqing-Jiangbei, Zhengzhou |
| XiamenAir               | Chongqing-Jiangbei, Fuzhou-Chánglè, Xiamen-Gaoqi |
| Lucky Air               | En saison : Chengdu-Shuangliu, Kāngdìng |

Édité le 03/04/2018

## Aérogare

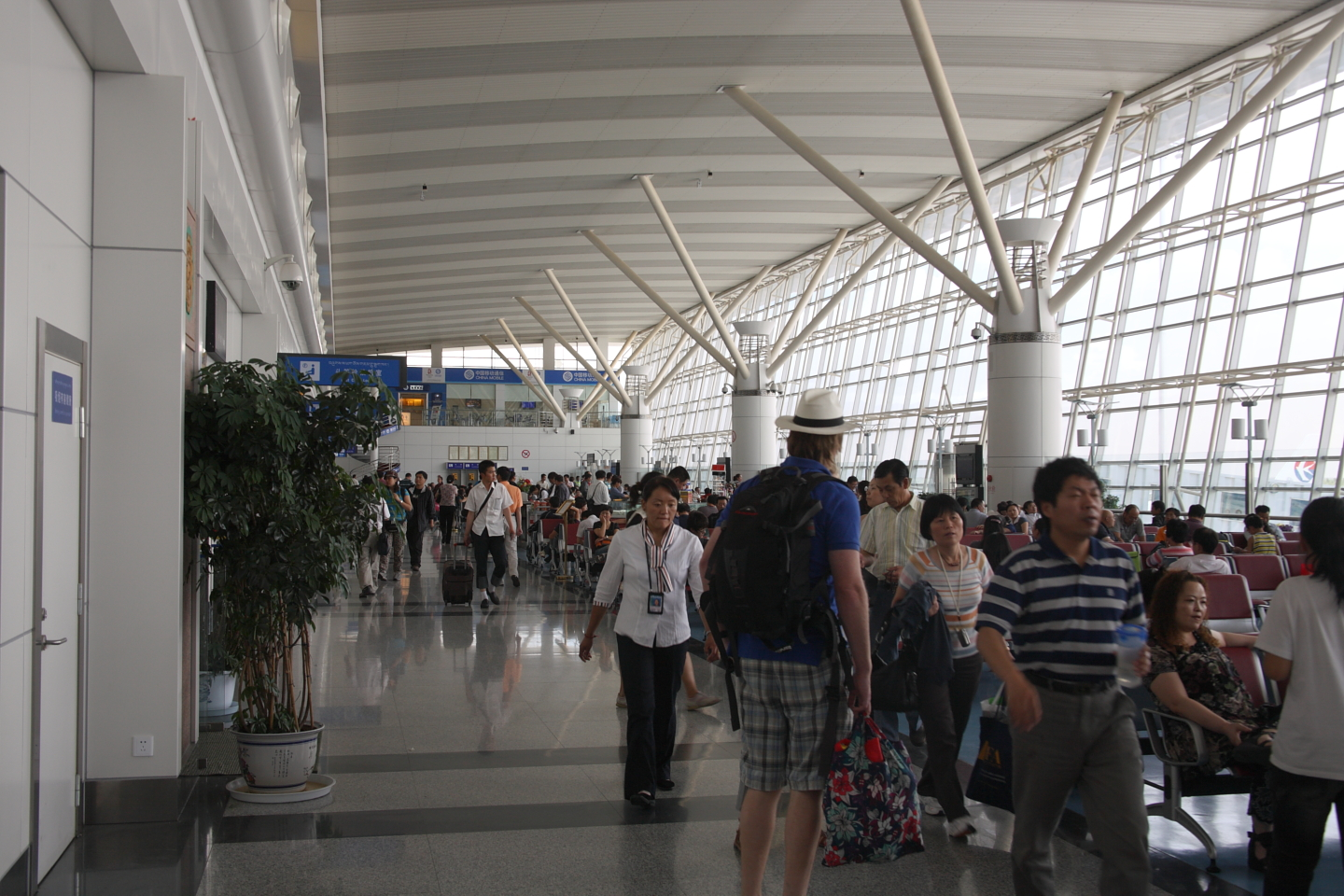
Salle d'embarquement de l'aérogare de Gonggar (2009).

La nouvelle aérogare est un bâtiment en béton armé, comportant un niveau et demi. Elle est équipée d'un système de gestion informatique de pointe.
Au premier étage, il y a la salle des départs, la salle des arrivées, l'espace d'embarquement pour les vols long courrier, la zone de récupération des bagages, etc. 
Au deuxième étage, il y a les autres salons d'embarquement, des restaurants, des magasins, etc. 
L’aéroport dispose d’une salle d’attente de 10 000 mètres carrés et peut accueillir 600 passagers par heure aux heures de pointe.
Il y a quatre passerelles télescopiques, un pont d’embarquement à deux canaux et trois ponts d'embarquement à un canal. 
L'ensemble de l'ancien et du nouveau terminal couvre 25 000 mètres carrés.

## Accès
Une route à deux ponts et à un tunnel mène à l'aéroport depuis le centre-ville. 
Une navette amène les touristes en 35 ou 40 minutes au centre-ville. 

## Informations générales
- Nom de l'aéroport : Aéroport de Lhassa-Gonggar
- Numéro de téléphone : +86-891-6216465
- Lettres de désignation : 
  - IATA : LXA
  - ICAO : ZULS
- Adresse: ville de Jiazhulin, xian de Gonggar, préfecture de Shannan, région autonome du Tibet, 850700, Chine

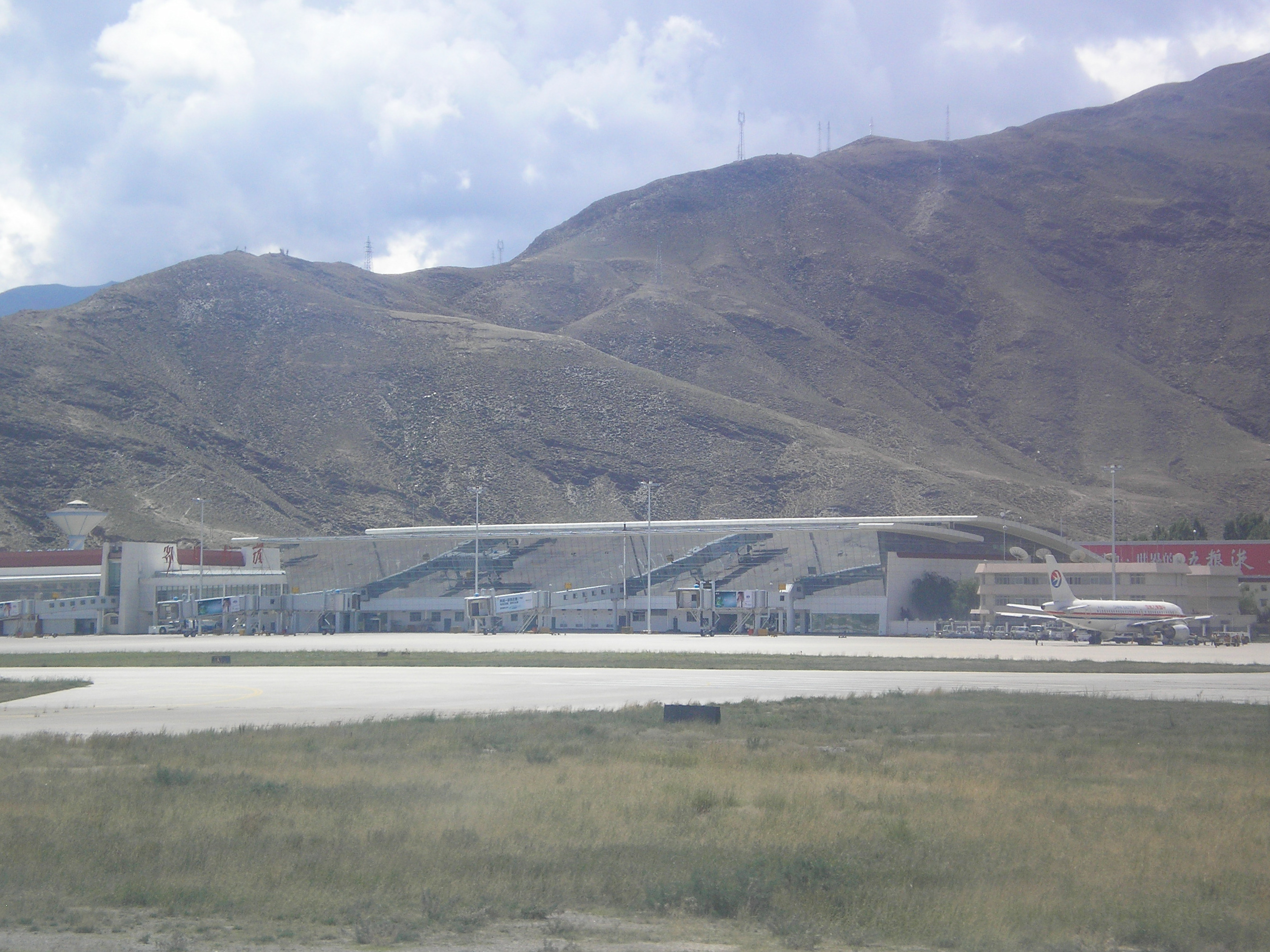
L'aérogare vue depuis la piste (sans date).
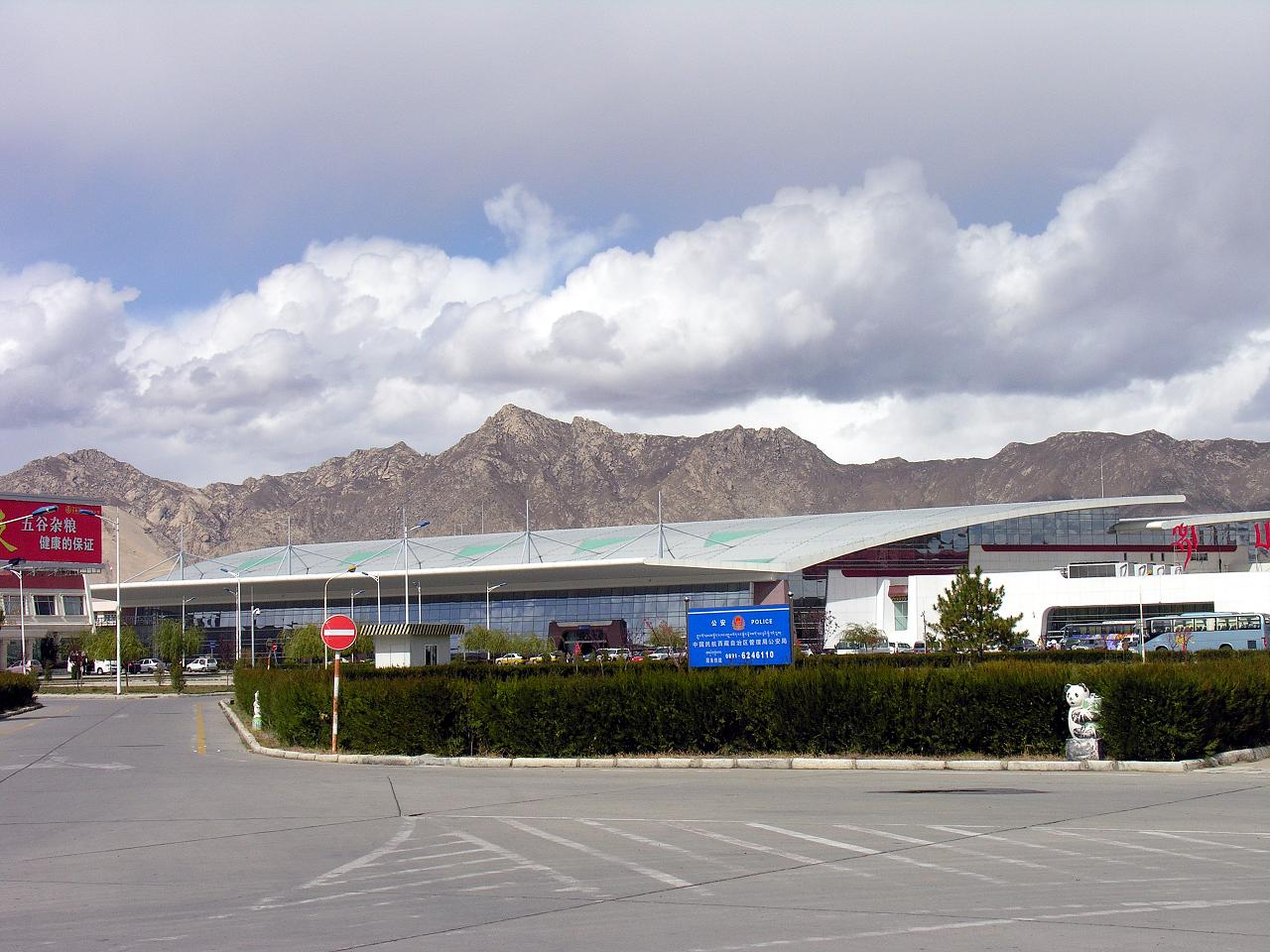
L'aérogare vue depuis l'extérieur (2006).
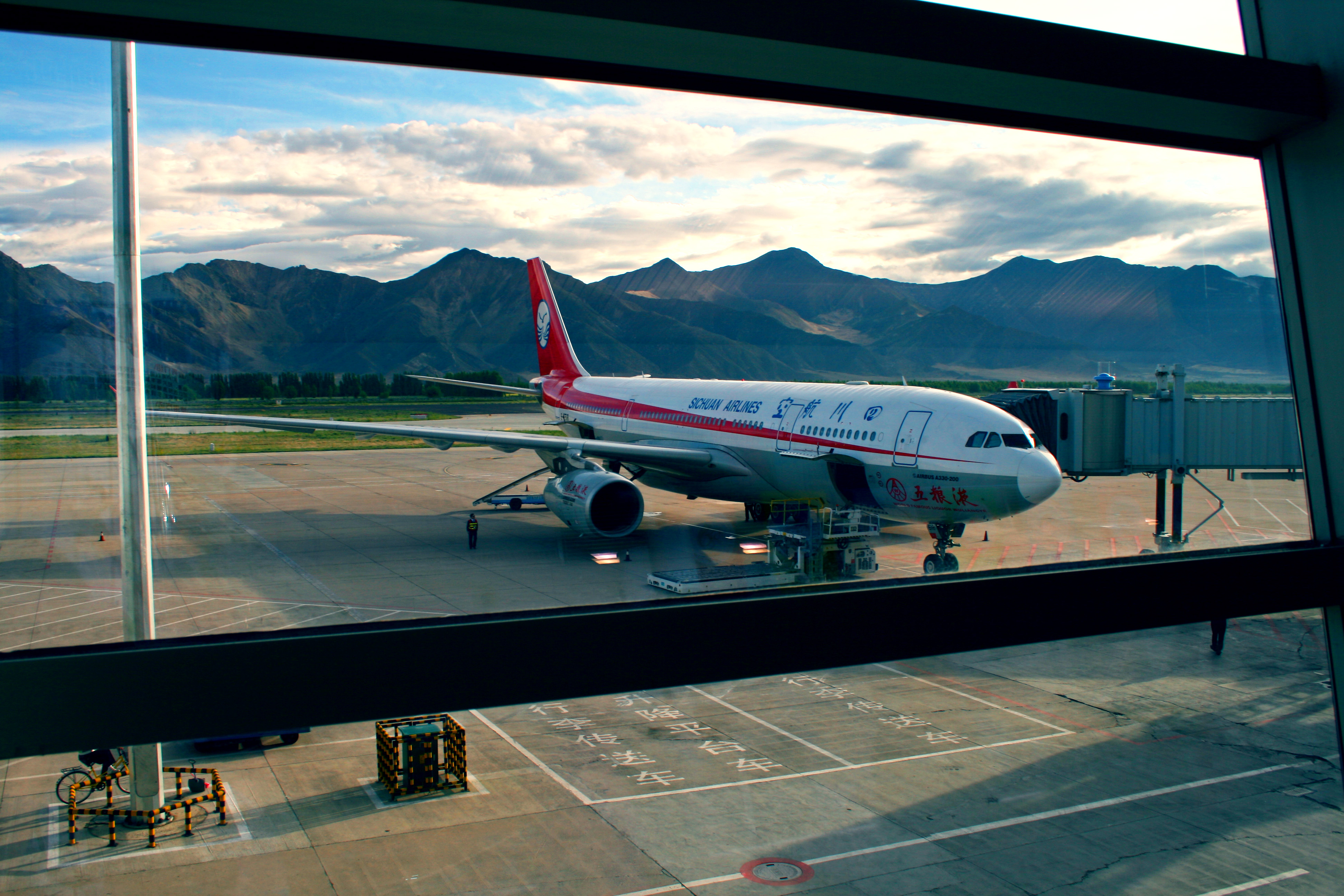
Airbus A330 de Sichuan Airlines (2011).
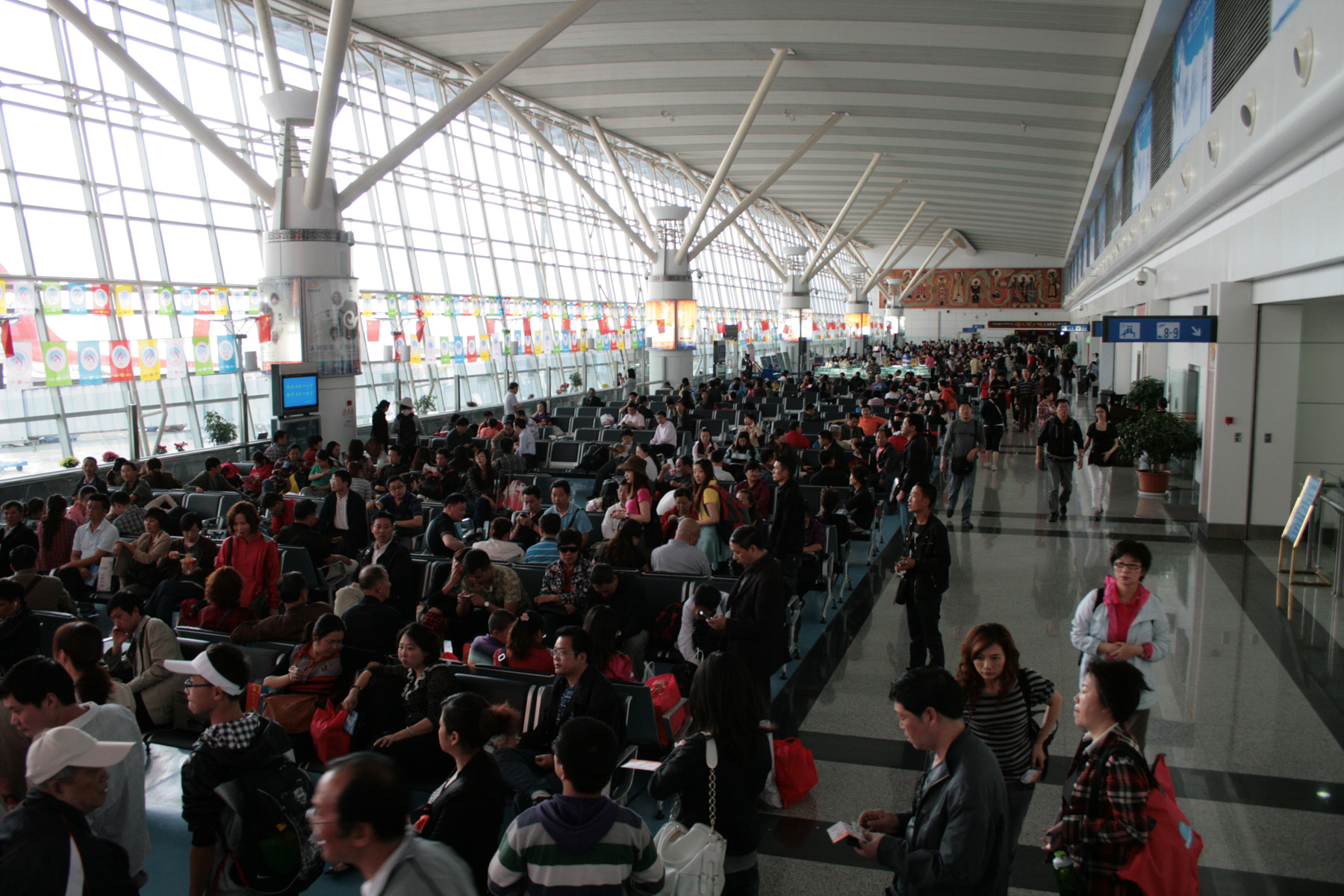
Salle des départs (2011).
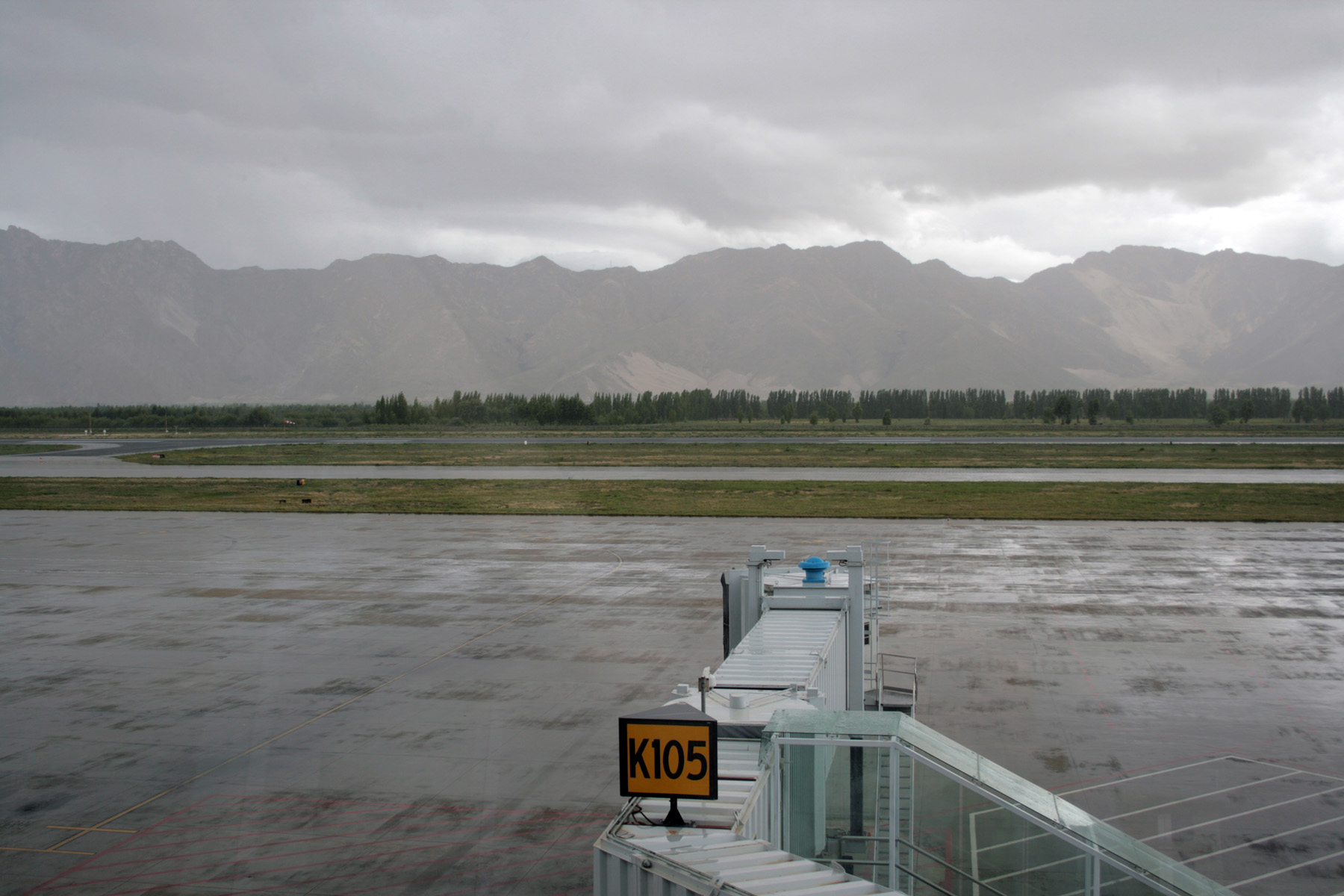
Passerelle télescopique (2011).